# La Scapigliata
Vous lisez un « bon article » labellisé en 2020.
La Scapigliata (« L'Échevelée » ou « L'Ébouriffée ») ou, selon l'orthographe italienne médiévale, La Scapiliata ou Tête de jeune fille, est une peinture sur bois attribuée à Léonard de Vinci ou à l'un de ses élèves, un travail probablement exécuté entre 1506 et 1508 et conservé à la galerie nationale de Parme en Italie.
Ce tableau de petites dimensions est le portrait d'une jeune femme anonyme et présente de fortes oppositions entre le visage, achevé, et la chevelure et les épaules à peine esquissées.
Par le manque de documents et de témoignages de l'époque de sa création et par la diversité, voire la divergence, de ses caractéristiques techniques et artistiques, la datation de l'œuvre mais aussi l'identification de son éventuel commanditaire, voire son attribution, demeurent très discutées au sein de la communauté scientifique depuis 1896. Sa destination fait aussi l'objet d'un débat entre les chercheurs pour savoir s'il s'agit d'une étude préparatoire, d'un exercice de style à destination personnelle ou d'un retour à l'Antique.

## Description
L'œuvre est réalisée sur panneau de noyer. De petite taille, elle est à peu près carrée et mesure 24,7 × 21 cm.
Il s'agit d'une peinture inachevée sous la forme d'une grisaille : elle représente une tête, dessinée directement au pinceau avec de la terre d'ombre sur la surface du bois, sans préparation autre qu'une couche de céruse contenant des pigments à base de cuivre, jaune de plomb et d'étain,,. Le visage bénéficie de rehauts de blanc de céruse. Enfin, l'œuvre est vernie avec de l'ambre jaune viré au vert.
Le tableau représente une tête de jeune femme dont le visage est achevé ; à l'inverse, sa chevelure et la ligne de ses épaules sont à peine esquissées. De fait, quelques lignes suggèrent ces derniers éléments mais, dans le style léonardien, ce sont bien l'ombre et la lumière qui modèlent son visage. 
La tête est tournée de trois-quarts vers la gauche et inclinée vers le bas. Ses yeux, qui ne regardent pas le spectateur, sont mi-clos et présentent des paupières légèrement gonflées. Ses lèvres esquissent ce qui pourrait être assimilé à un début de sourire. 
Par contraste, ses cheveux sont évoqués par des traits marqués, rapides faits au pinceau et s'éparpillent autour de la tête pour tomber en larges boucles sur les épaules.

## Historique de l'œuvre

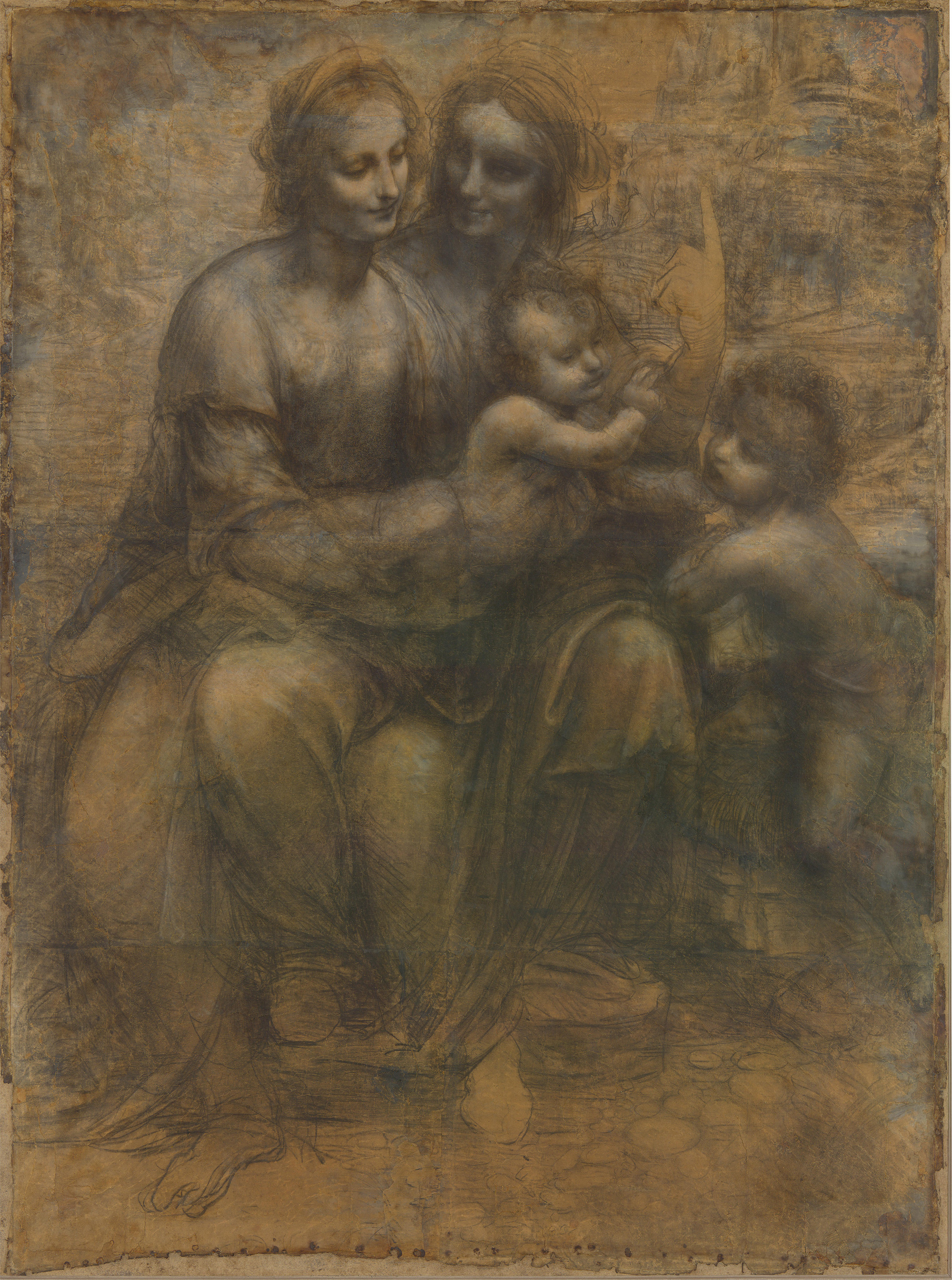
Léonard de Vinci, carton pour Sainte Anne, la Vierge, l'Enfant Jésus et saint Jean-Baptiste enfant, vers 1499 - 1500, Londres, National Gallery, ref. NG6337.

L'ensemble des historiens de l'art reconnaissent que l'histoire de l'œuvre reste obscure et que, faute de témoignage ou de documentation d'époque, sa destination, sa datation, voire son attribution ainsi que les circonstances dans lesquelles l'artiste l'a exécutée ne demeurent que des hypothèses.

### Datation
La datation de la Scapigliata reste très difficile à estimer, d'autant qu'il s'agit d'une production unique, impossible à classer techniquement dans quelque groupe d'œuvres. Deux hypothèses sont possibles : le tableau, « proche par sa technique et par son style d'autres productions inachevées », pourrait être une œuvre de jeunesse, datable de la dernière décennie du XVe siècle ; à l'inverse, par des rapprochements avec Sainte Anne, la Vierge, l'Enfant Jésus et saint Jean-Baptiste enfant, la version londonienne de La Vierge aux rochers ou les études pour la Léda debout, ce pourrait être un travail tardif datable de la fin de la première décennie du XVIe siècle.
À la suite de Carlo Pedretti, l'ensemble de la communauté des chercheurs penche vers la seconde hypothèse, soit vers 1506-1508,,,,. De fait, il n'y a guère que Pietro C. Marani pour en avancer la création entre 1492 et 1501.

### Attribution

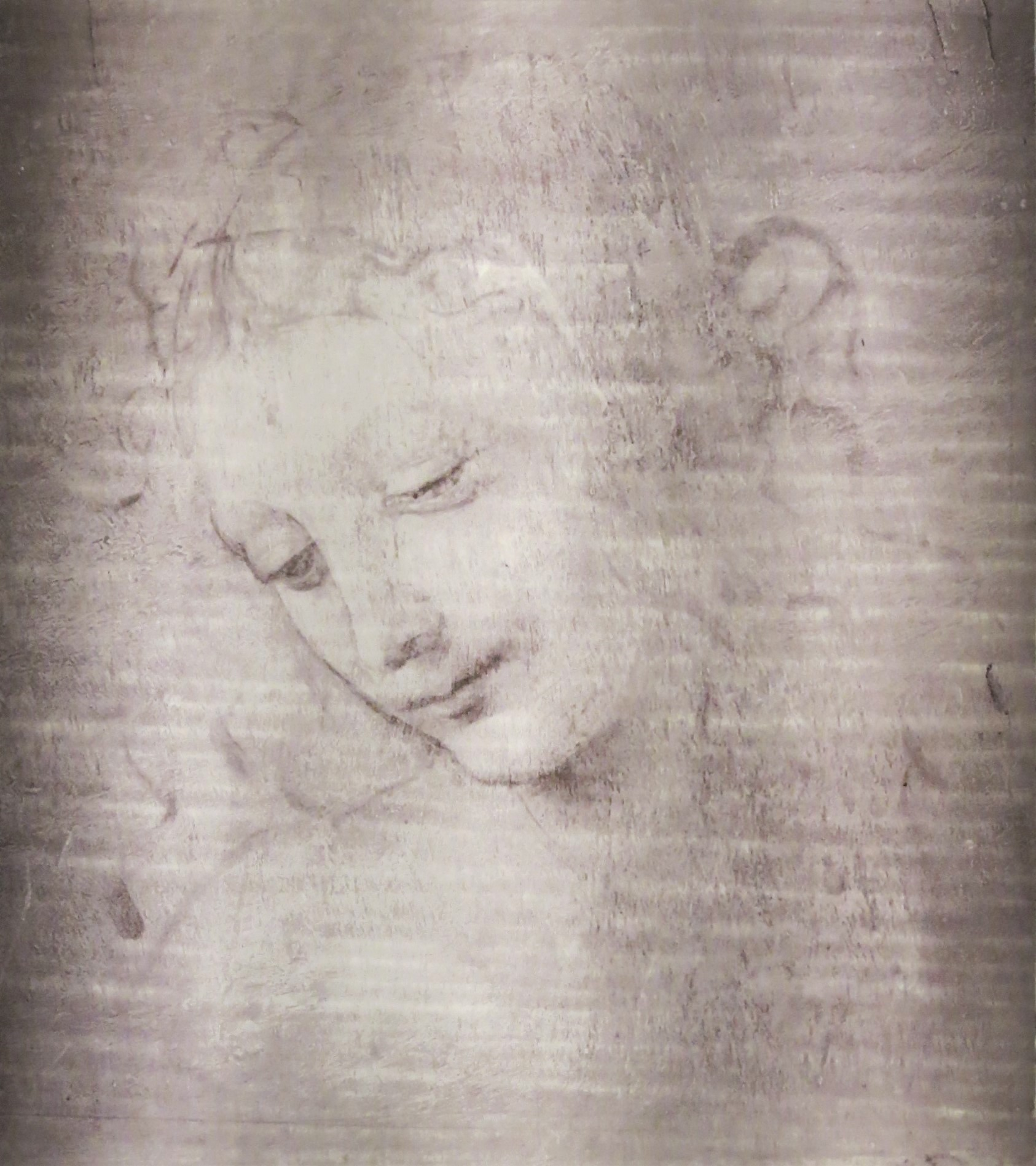
Imagerie par réflectographie infrarouge de La Scapigliata.

Ici encore, il n'existe pas de certitude en la matière. Néanmoins, une très large majorité des spécialistes attribuent la Scapigliata à Léonard de Vinci,,,.
De fait, cette attribution a évolué au cours des siècles. D'abord, considérée de la main du maître à son entrée à la galerie nationale de Parme, en 1839, l'œuvre est attribuée à l'école de Léonard par Corrado Ricci en 1896, Wilhelm Suida en 1929 ou Ottaviano Quintavalle en 1939. Ce n'est qu'avec Stefano Bottari en 1942 et surtout Carlo Pedretti en 1953 qu'elle est réattribuée à Léonard de Vinci. 
Pour cela, les spécialistes s'appuient sur des éléments historiographiques pour fonder leur jugement : ils considèrent ainsi qu'il s'agit probablement de l'une des quatorze œuvres mentionnées en 1531 dans le « petit passage devant la petite chambre de la Grotte » du palais ducal de Mantoue (un couloir situé à proximité du studiolo d'Isabelle d'Este et conduisant à la villa de la marquise Marguerite de Montferrat) parmi lesquels s'en trouve un « de Léonard de Vinci ». La peinture est ensuite identifiée avec le tableau représentant une « jeune fille échevelée (italien : donna scapiliata), ébauche, œuvre de Léonard de Vinci » et relevée dans l'inventaire des collections des Gonzague en 1627. Ils s'appuient également sur des éléments stylistiques et notamment sur le fait que la Scapigliata est techniquement et stylistiquement proche de tableaux inachevés du maître, comme L'Adoration des mages ou le Saint Jérôme. À l'inverse, l'aspect novateur et expérimental de l'œuvre tendrait selon eux à infirmer une attribution à un élève ou suiveur de Léonard de Vinci.

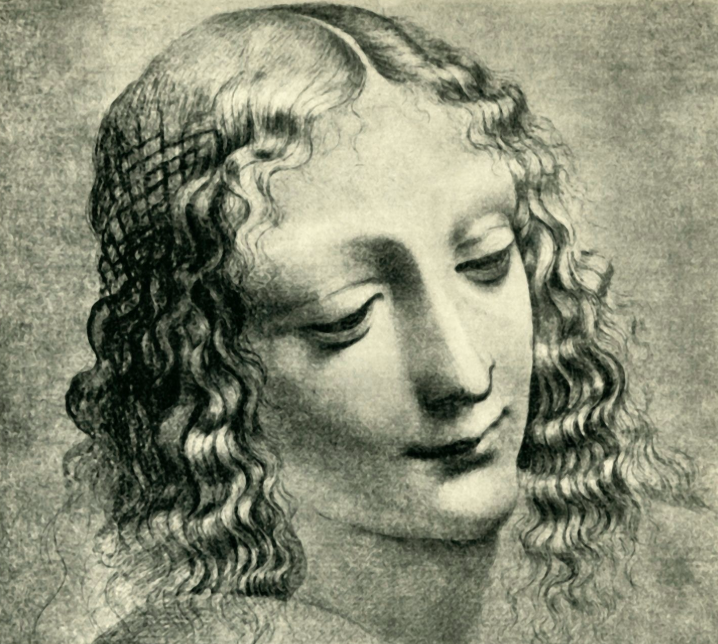
Giovanni Antonio Boltraffio, Tête de Vierge, vers 1492-1494, Chatsworth House, Angleterre, Derbyshire.

Pour autant, cette attribution est rejetée par certains historiens de l'art, et ce, dès sa redécouverte en 1896 et notamment par Corrado Ricci qui voyait dans cette peinture « une imitation ou un faux assez moderne » et qui l'attribue à l'un de ses anciens propriétaires, Gaetano Callani. De même, en 2019, l'historien de l'art Jacques Franck l'attache à un des élèves de Léonard de Vinci, Giovanni Antonio Boltraffio (1467 - 1516). Pour cela, il considère divers éléments propres à rejeter toute attribution au maître : « simplification excessive du contour de la mâchoire inférieure », erreurs dans la « perspective de la bouche » telle qu'elle s'insère dans l'ensemble du visage ou dans la représentation du crâne, « étrangement allongé dans la partie postérieure ». Pour étayer sa nouvelle attribution, il rapproche la Scapigliata avec une Tête de Vierge attribuée avec certitude à Boltraffio et conservée à Chatsworth House. De plus, les dernières études scientifiques conduites par Clelia Alessandrini montrent que la technique d'exécution y diffère de ce que réalise le maître dans ses autres productions. Enfin, autre spécialiste éminent, Frank Zöllner n'évoque pas la Scapigliata dans son catalogue raisonné des œuvres de Léonard.
Quoi qu'il en soit, il semble bien que la Scapigliata soit une œuvre à plusieurs mains : la représentation des cheveux, selon une touche inhabituelle chez le maître, pourrait être ainsi un rajout tardif ; de même, un emploi inhabituel de certaines matières chez Léonard confirmerait la présence d'une seconde main — même si Pietro Marani affirme les avoir trouvées évoquées ou rarement utilisées par le maître.

### Titre
Le tableau ne porte originellement pas de titre précis, comme c'est le cas pour toute œuvre antérieure au XIXe siècle ; il est alors nommé selon sa description : « testa di una donna scapiliata » (« tête de jeune femme échevelée ») dans l'inventaire des collections des Gonzague en 1627 ou « une tête de Léonard de Vinci représentant une Madone, en clair-obscur », lorsque Francesco Callani en propose l'acquisition à l'Accademia di Belle Arti en 1826. 
Cohabitant avec ce titre descriptif, la peinture est depuis la fin du XIXe siècle parallèlement nommée par le seul terme de « Scapiliata ». Depuis, les deux orthographes italiennes « Scapigliata » et son pendant selon l'orthographe italienne médiévale « Scapiliata » sont utilisées dans la littérature scientifique, avec toutefois une certaine préférence pour la première dans les études en anglais et italien et pour la seconde dans les ouvrages en français.

### Commanditaire
Dans l'état actuel des recherches, rien ne permet de réfuter l'hypothèse selon laquelle l'œuvre serait une création autonome et personnelle du peintre en tant qu'exercice de style ou bien qu'étude préparatoire. Ainsi, selon Daniel Arasse, le portrait constituerait un modèle de tête que le peintre pourrait utiliser pour des sujets variés.
Néanmoins, certains chercheurs considèrent qu'il est possible de lui rattacher un commanditaire : ainsi, certains envisagent Isabelle d'Este qui réclamait, dans un courrier, une œuvre au peintre dans ces termes « une petite Madone dévote et douce, comme vous savez si bien les faire » ; de même, d'autres évoquent une esquisse destinée au roi de France pour une nouvelle version de La Vierge aux rochers. De son côté, Carmen Bambach voit ici une commande d'Agostino Vespucci, qui aurait souhaité évoquer un portrait de Vénus que le célèbre peintre grec de l'antiquité Apelle n'a pu achever à cause de sa mort. Si cette hypothèse est séduisante, elle demeure cependant invérifiable.

### Propriétaires successifs
S'il s'agit bien d'elle, l'œuvre est réputée être conservée dès l'origine à Mantoue, où elle aurait successivement appartenu à la collection de Nicola Maffei (it) (1487-1536), qui l'aurait transmise à Isabelle d'Este qui, elle-même, l'aurait offerte à son fils, Frédéric II de Mantoue, à l'occasion du mariage de ce dernier avec Marguerite de Montferrat en 1531. À cette date, Ippolito Calandra propose ainsi de placer « [le tableau] de Léonard offert par le compte Nicolas [Maffei] et tous ceux qui embelliront [les] appartements [de Marguerite] ». Restant dans la même ville, elle est documentée comme appartenant à la galerie Gonzague (c'est-à-dire à la collection située dans le palais ducal et propriété de la maison de Gonzague, famille régnante de la ville,), en témoigne un document de 1627 qui la
mentionne ainsi : « 343, un tableau sur lequel est peinte une tête de femme échevelée, esquissée, œuvre de Léonard de Vinci, L[ires], 180 […], dans le couloir proche de la Grotta ». Puis, en 1631, elle est volée lors du sac de la ville par l'armée de l'empereur du Saint-Empire Ferdinand II en 1630-31 et est transférée à Milan. Jusqu'en 1839, le tableau entre dans des collections de familles milanaises puis parmesanes. À cette date, Francesco Callani (le fils du peintre Gaetano Callani), son dernier possesseur privé, la propose à la Galleria Palatina de Parme, qui s'en porte acquéreuse en tant qu'œuvre de Léonard de Vinci.

## Analyse

### Données techniques

#### Palette
La Scapigliata se caractérise par une palette très restreinte à base de blanc (blanc de céruse), de noir et de brun (terre d'ombre). Plus précisément, « pour le rendu des cheveux et du visage, [la] palette [de Léonard] se limite à deux tonalités de brun, "une plutôt chaude et transparente […], et une autre plus sombre et plus dense" ». De fait, ce choix d'une gamme chromatique simple pourrait s'inspirer de la peinture antique : Pline l'Ancien décrit ainsi la nécessité des couleurs sombres, dites « austères », sans lesquelles le peintre ne peut créer d'ombres ; de même, dans un retour à l'art antique, le théoricien de l'art Leon Battista Alberti, prédécesseur du peintre, évoque l'utilisation par Polygnote et Timanthe d'un maximum de quatre couleurs dans leurs œuvres.

#### La poétique du mystère du sfumato
L'artiste use du sfumato qui est caractéristique de son travail : en l'occurrence, Léonard de Vinci met en œuvre à la fois les résultats de ses observations scientifiques sur la vision et la tradition antique de la gradation des couleurs afin d'obtenir des reliefs. Or cette utilisation du sfumato participe de la poétique et de la beauté du portrait : en effet, selon Daniel Arasse, « expression suprême de la science de la peinture comme son caractère divin, le sfumato léonardien est aussi le ressort de la poétique propre de ses tableaux et du mystère qui semble en émaner. L'étrange panneau connu sous le nom de La Scapiliata condense cette poétique du mystère ». De fait si les cheveux et l'épaule sont suggérés par des lignes, le visage est tout entier composé par des jeux d'ombre et de lumière. Néanmoins, si cette utilisation du sfumato dans le cadre de la mise en œuvre du clair-obscur est source d'un certain mystère, elle est également source d'ambiguïté : les historiens de l'art demeurent partagés sur le statut de la Scapigliata située entre peinture sur panneau et croquis préparatoire.

### Étude préparatoire, exercice de style ou retour à l'Antique?
L'ensemble de la communauté scientifique s'accorde à considérer que la destination de La Scapigliata n'est pas connue avec certitude. En effet, plusieurs éléments déroutent les spécialistes : l'œuvre est d'une conception résolument novatrice dans l'art en général et dans l'œuvre de Léonard de Vinci en particulier ; par ailleurs, elle présente une contradiction entre un support (un panneau de bois et non un carton) dont la destination est de porter une œuvre finie et le caractère inachevé — sciemment ou non — de l'œuvre ; enfin, la technique du clair-obscur la situe à la fois du côté de la peinture sur panneau et de l'étude préparatoire. Dès lors, trois hypothèses sont envisagées par les experts : le tableau pourrait être une étude préparatoire à une Léda ou une Vierge ; une œuvre improvisée à destination personnelle en tant qu'exercice de style ; une œuvre volontairement laissée inachevée sur le modèle antique.

#### Une étude préparatoire à une Léda ou une Vierge?

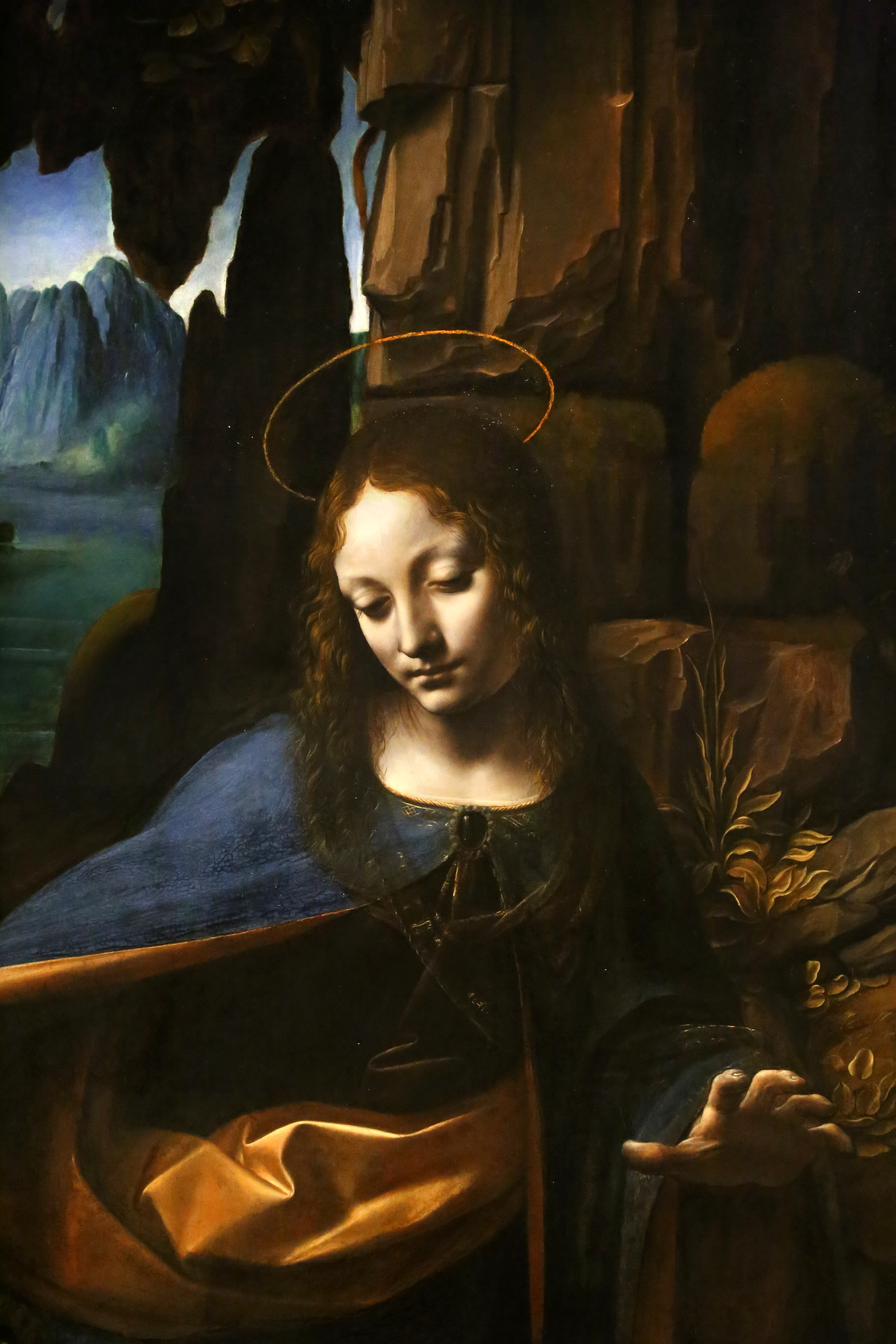
Léonard de Vinci, détail sur la tête de la Vierge dans La Vierge aux rochers (version de Londres), 1491-92 puis 1506-08, Londres, National Gallery.
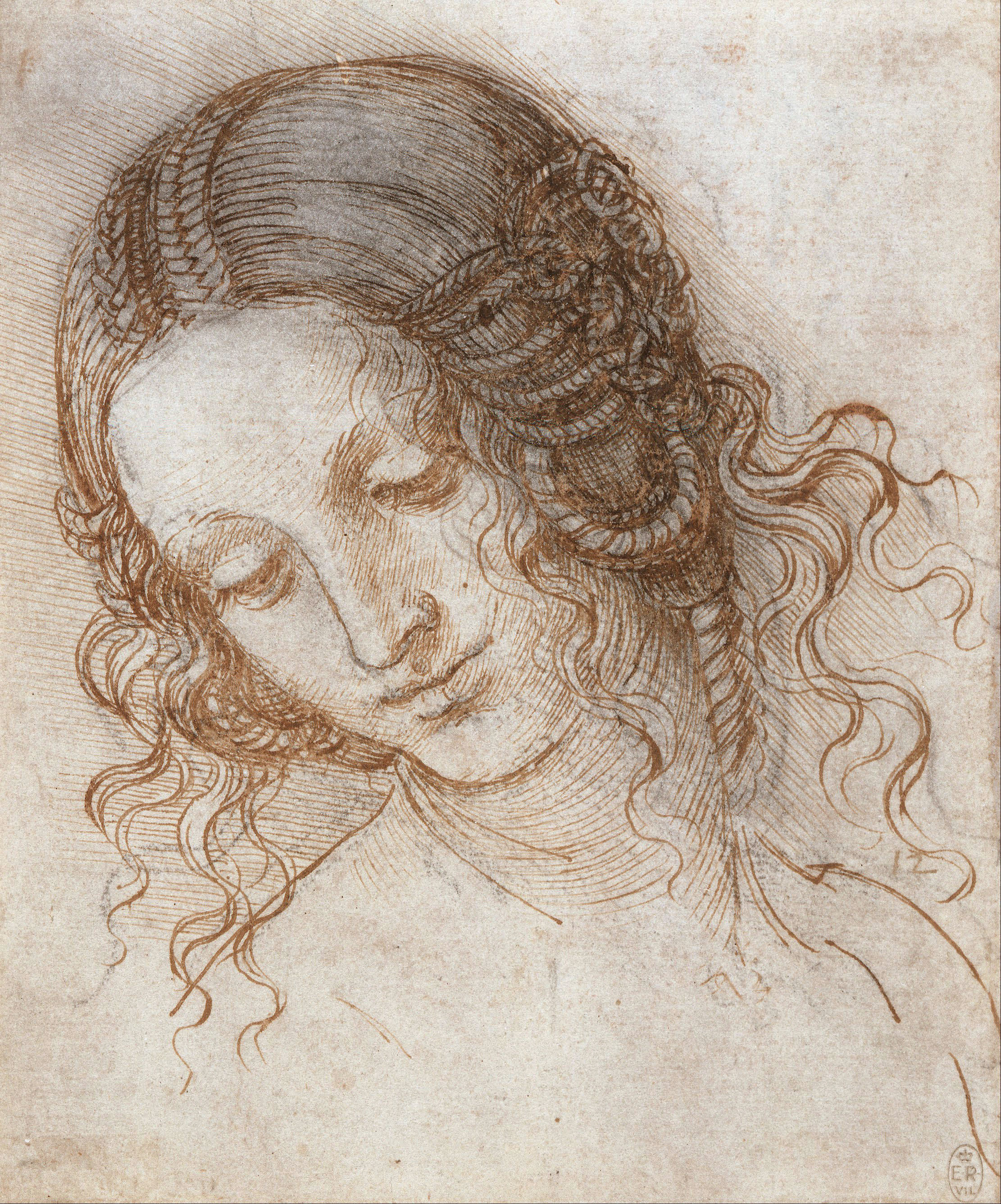
Léonard de Vinci, Étude pour Leda et le cygne, entre 1504 et 1506, château de Windsor, Royal Library, n° inv. RCIN 912518.

L'hypothèse la plus anciennement admise est que La Scapigliata constituerait l'étude d'une tête de Vierge, notamment celle de La Vierge aux rochers, ou d'une Léda, peut-être la Léda debout. Cette hypothèse s'appuie particulièrement sur l'inclinaison de la tête des personnages qui prolonge un léger contrapposto du corps mais aussi sur leur « regard songeur ».
Néanmoins, l'idée ne séduit plus guère les historiens de l'art, qui arguent de la grande différence d'orientation des épaules entre La Scapigliata et la Léda, ce qui induit une posture corporelle distincte, mais aussi de la divergence de traitement des cheveux, ébouriffés chez la première et formant une tresse élaborée pour la seconde, ; de même, le visage de la jeune femme de La Scapigliata est, selon Peter Hohenstatt, « exécuté avec davantage de vigueur que celui de Léda ».

#### Une œuvre improvisée à destination personnelle?
D'emblée, l'œuvre frappe par son caractère improvisé. Cette impression provient du choix de l'absence de traitement du support d'abord — un panneau de bois non préparé — ce qui est unique dans l'œuvre du peintre. De même, ce portrait est littéralement dessiné au pinceau, notamment ses cheveux, Léonard de Vinci négligeant toute étape crayonnée, contrairement à ses habitudes. De fait, La Scapigliata est la seule œuvre connue de Léonard de Vinci possédant ces caractéristiques.
Par ailleurs, La Scapigliata serait une œuvre à destination personnelle, ce que Daniel Arasse justifie ainsi : « Ce qui laisse penser […] que La Scapiliata pourrait être une œuvre intime […], c'est sa monochronie même ». Or le tableau constituerait « une sorte de "démonstration" intime de cette science divine de la peinture qui […] rend le peintre "maître d'engendrer" les beautés capables de lui inspirer de l'amour ». Autre avantage, le peintre disposerait ainsi d'un modèle de tête disponible pour toute œuvre qui mettrait en scène une jeune femme. Par extension, le tableau pourrait également constituer un modèle à destination de ses élèves.

#### «Savoir ôter à temps la main du tableau»

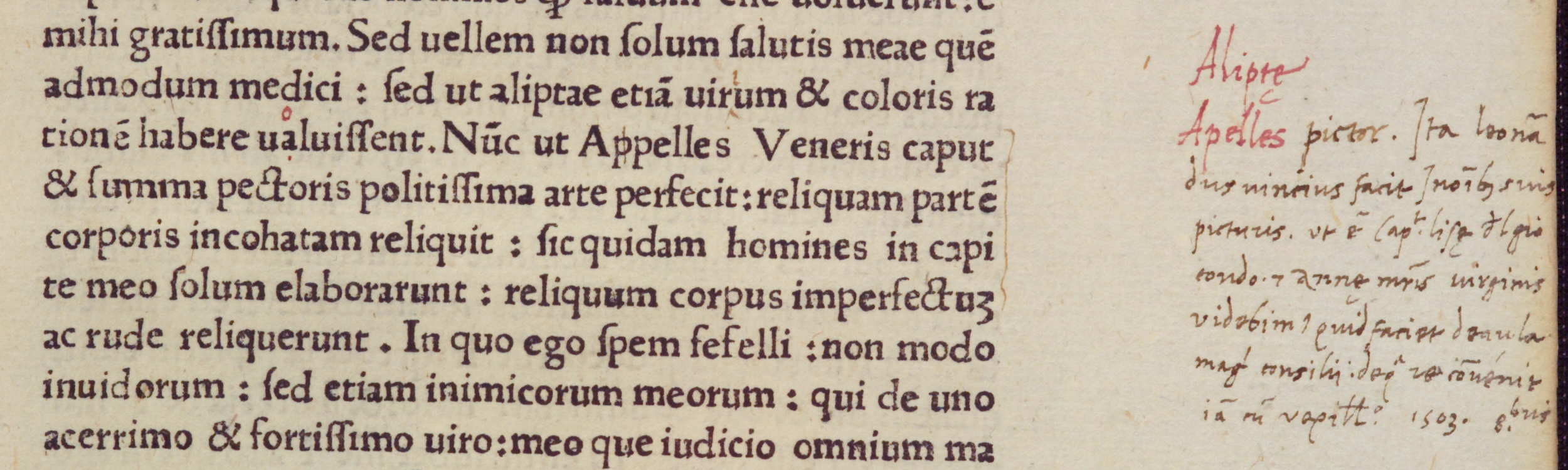
Note d'Agostino Vespucci écrite en marge des Epistulae ad familiares de Cicéron (1503, Université de Heidelberg).

Dernière hypothèse, privilégiée par l'historien de l'art Daniel Arasse et reprise par de nombreux autres scientifiques : le tableau de La Scapigliata serait une œuvre qui, adoptant le modèle antique, aurait volontairement été laissée inachevée. De fait, le contraste entre l'état de finition du visage rehaussé par l'effet du sfumato et le caractère incomplet des cheveux et du haut du buste serait intentionnel. Arasse y voit une réalisation sur le modèle de la peinture d'une Vénus du peintre grec antique Apelle que la mort de ce dernier avait laissée inachevée : l'auteur antique Pline l'Ancien, décrivant le travail de ce dernier, vante ainsi sa capacité à « savoir ôter à temps la main du tableau » ; de même, toujours sur le modèle antique, le tableau privilégie une palette la plus restreinte possible, également célébrée par l'écrivain romain. Enfin, le lien entre Apelle et Léonard est conforté par une note découverte en 2005, portée dans un ouvrage de Cicéron, Epistulae ad familiares, et écrite en octobre 1503 par Agostino Vespucci — un possible commanditaire du peintre — dans laquelle il évoque les deux peintres. Or, cette note commente une citation de Pline qui y affirme : « Maintenant qu'Apelle a réalisé la tête et le buste de Vénus dans le plus grand raffinement de l'art, mais a laissé le reste de son corps inachevé, il y a certains hommes dans ma tête qui sont seulement élaborés et dont le reste du corps est laissé incomplet et brut ». Finalement, il n'est guère qu'Alessandro Vezzosi pour réfuter cette hypothèse puisqu'il y voit plus une esquisse monochrome qu'une œuvre inachevée.

### Le visage de la beauté
Les observateurs s'accordent sur la beauté du visage qu'a peint Léonard de Vinci sublimé par la profondeur de l'intériorité du personnage qu'il décrit et que Pietro C. Marani qualifie d'« icône de la beauté féminine ». Fruit de ses recherches et de son expérience, ce visage correspond peut-être à la recherche par le peintre d'un modèle idéal et est mis en œuvre selon une recette simple, énoncée par le peintre dans son Trattato della pittura : « Fais en sorte, sur tes têtes, que les cheveux jouent avec le vent autour des visages juvéniles, et orne-les de gracieuses boucles ».
Techniquement, cette beauté est issue en premier lieu du caractère spontané et libre de l'œuvre,. Par ailleurs, celle-ci présente un visage où s'exprime la subtilité, la transparence et la légèreté de l'incarnat, décrit à travers le sfumato mis en œuvre par le peintre,. Enfin, cette beauté provient de la capacité de Léonard de Vinci à représenter une intériorité en usant de plusieurs procédés : par le rendu d'un visage doux, au regard penché et au sourire à peine esquissé conférant au modèle un air paisible et solennel, ; par ces yeux mi-clos et ne regardant rien de l'extérieur affectant une profonde intériorité au personnage ; par l'usage de contrastes forts, entre l'achevé et l'inachevé et entre la sagesse d'un visage et la liberté de ses cheveux, assignant à la jeune femme force, féminité et liberté.